# Kaligending
Kaligending is een bestuurslaag in het regentschap Kebumen van de provincie Midden-Java, Indonesië. Kaligending telt 3585 inwoners (volkstelling 2010).